# 이윤정 (배우)
이윤정(2001년 7월 9일~)은 대한민국의 배우이자 모델이다. 서울 출생이다.
2006년에 CF 광고 모델로 첫 출발한 이듬해 2007년 영화 《서울, 귀와 머리칼》의 단역을 통하여 영화배우로 데뷔한 직후 같은해에 MBC 시즌 드라마 《옥션하우스》로 TV 브라운관에 데뷔했다.

## 출연 작품

### 방송

#### 드라마
- 2007년 MBC 옥션하우스
- 2007년 KBS 1TV 아름다운 시절
- 2008년 KBS 2TV 싱글파파는 열애중
- 2008년 MBC 드라마넷 서울무림전
- 2009년 KBS 1TV 산 너머 남촌에는 - 설날 손님 내외 외동딸 뱀띠 9세 문강숙 역(단역)
- 2009년 SBS 아내가 돌아왔다 - 정유희 / 정유경 역 (강성연 아역)
- 2010년 MBC 드라마넷 별순검 3
- 2011년 EBS 1TV TV로 보는 원작동화 - 거울공주
- 2012년 KBS 1TV 산 너머 남촌에는 2 - 10월 늦가을 손님 내외 외동딸 뱀띠 12세 장은지 역(단역)
- 2014년 MBC 폭풍의 여자 - 박민주 역
- 2015년 SBS 가면 - 어린 변지숙 역 (수애 아역)
- 2015년 SBS 심야식당 - 고교 연정 역 (이연수 아역)

### 영화
- 2007년 서울, 귀와 머리칼
- 2010년 파괴된 사나이 - 유괴 아이 1 역
- 2010년 죽이고 싶은 - 어린 지나 역
- 2010년 물처럼 느린 시간들
- 2011년 마마 - 어린 은성 역
- 2012년 무서운 이야기 - 앰뷸런스 - 수진 역

## 음반
- 2010년 걸스토리 - 핑키핑키

## 수상
- 2009년 서울특별시 시민모델 선발대회 키즈 대상
- 2010년 한국어린이모델선발대회 DYB최선어학원상